# Montagnes de Derryveagh
Les montagnes de Derryveagh (en anglais Derryveagh Mountains et en irlandais Cnoic Dhoire Bheatha) sont un massif montagneux situé dans le comté de Donegal en Irlande. Ce massif constitue la majeure partie des terres du Donegal. C’est la zone d’Irlande avec la plus basse concentration de population de toute l’île.
La majeure partie des montagnes de Derryveagh fait partie du parc national de Glenveagh. Le massif comprend deux sommets emblématiques : le mont Errigal et An Mhucais.

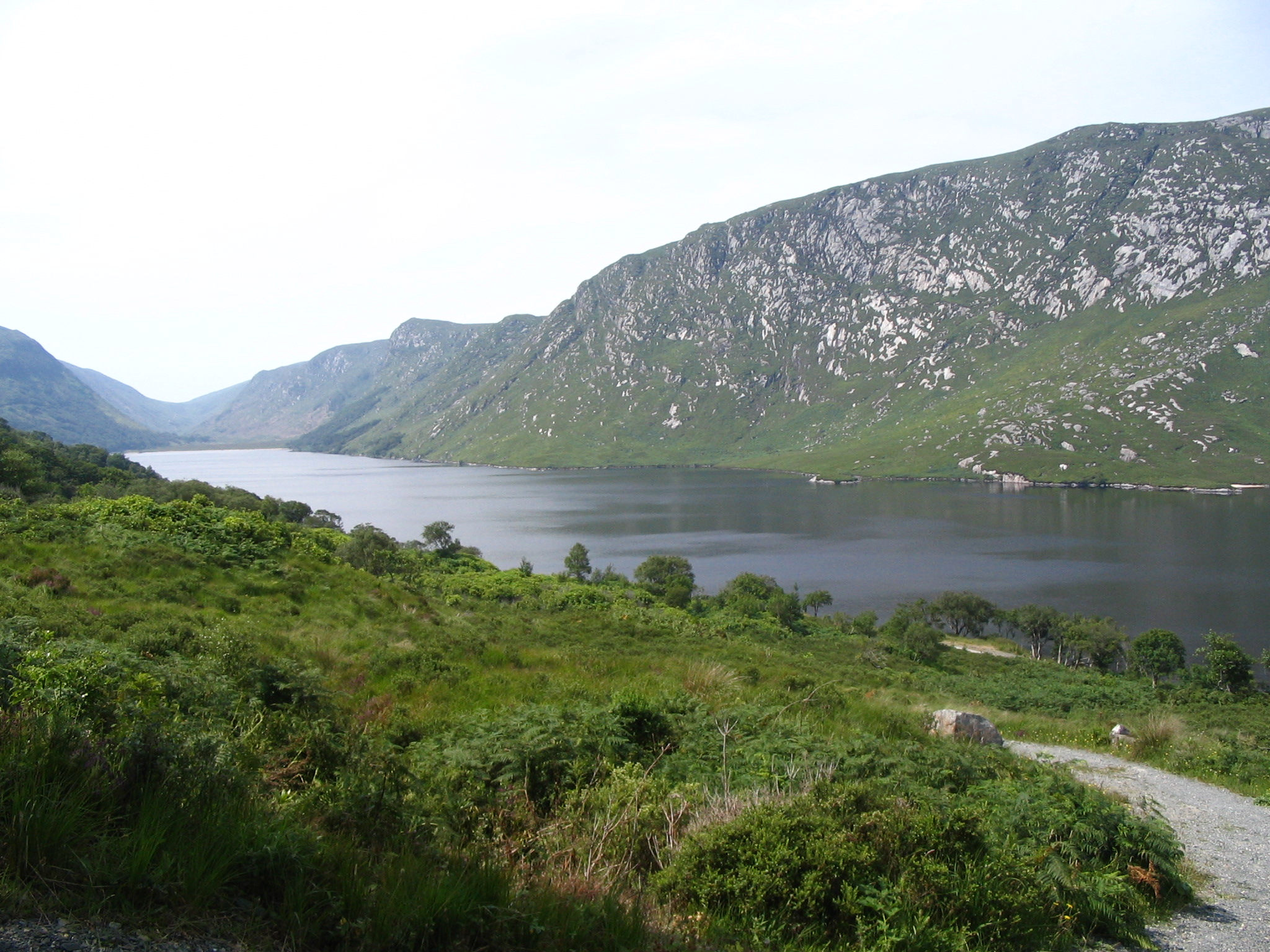
Les montagnes de Derryveagh dominent le Lough Veagh au cœur du parc national de Glenveagh.